# 原奎一郎
- 原奎一郎
- 原圭一郎

原 奎一郎（はら けいいちろう、1902年〈明治35年〉7月20日 - 1983年〈昭和58年〉7月24日）は、日本の著作家。本名は貢（みつぎ）。
娘はスタイリストの原由美子。

## 略歴・人物
大阪府出身。首相の原敬の姪の子で、幼児期に養嗣子となる。東京府立一中を経て、慶應義塾大学予科在学中に英国留学のため1921年中退。
1940年、同盟通信記者。1946年に退社して、ファッション評論なども手掛けた。1950年に「原敬日記」を乾元社で公刊（遺言で公開は没後30年程度を経てからと定めていた）。
他にも原敬関係文書研究会長として「原敬文書集成」を編纂し、毎日出版文化賞を受賞している。

## 著書
- 『紙の日の丸』人文書院、1942年3月。 NCID BA44802728。全国書誌番号:46027480。
- 『現代エチケット』要書房〈実用新書〉、1953年10月。 NCID BA48589892。全国書誌番号:53008343。
- 『恋愛実技』鱒書房〈コバルト新書〉、1955年8月。全国書誌番号:55007614。
- 『私とあなたのエチケット』文陽社、1957年。全国書誌番号:44032737 全国書誌番号:57013157。
- 『恋愛成功法 じょうずな愛情の表現』青春出版社〈青春新書〉、1959年7月。全国書誌番号:59008070。
  - 『恋愛成功法 じょうずな愛情の表現』青春出版社〈プレイブックス〉、1989年7月。ISBN 9784413015004。全国書誌番号:4413015002。
- 『エチケット教えます！ くらしの常識読本』文陽社、1964年。全国書誌番号:68013622。
- 『ふだん着の原敬』毎日新聞社、1971年7月。 NCID BA43693343。全国書誌番号:73001204。
  - 『ふだん着の原敬』中央公論新社〈中公文庫〉、2011年11月。ISBN 9784122055575。 NCID BB0762065X。全国書誌番号:22057339。
- 『原敬』 上、大慈会原敬遺徳顕彰会、1998年4月。全国書誌番号:20030744。
- 『原敬』 下、大慈会原敬遺徳顕彰会、1999年4月。全国書誌番号:20030745。
- 『政治家 原敬』大慈会原敬遺徳顕彰会、2002年3月。全国書誌番号:20346327。

### 共著
- 『恋愛の生態』玄理社、1948年6月。 NCID BA89440233。全国書誌番号:48004355。
- 『生活の思索』糸書房〈思索叢書 2〉、1949年3月。全国書誌番号:46002501 全国書誌番号:49010094。

### 編集
- 『原敬日記』 第1巻（青年時代篇）、乾元社、1950年10月。 NCID BN01858347。全国書誌番号:49004671。
- 『原敬日記』 第2巻（官吏・新聞人・代議士時代篇）、乾元社、1950年12月。 NCID BN01858347。全国書誌番号:49004672。
- 『原敬日記』 第2巻 続篇（官吏・新聞人・代議士時代 続篇）、乾元社、1951年1月。 NCID BN01858347。全国書誌番号:49004673。
- 『原敬日記』 第3巻（内相時代篇 第1）、乾元社、1951年2月。 NCID BN01858347。全国書誌番号:49004674。
- 『原敬日記』 第4巻（内相時代篇 第2）、乾元社、1951年3月。 NCID BN01858347。全国書誌番号:49004675。
- 『原敬日記』 第5巻（内相時代篇 第3）、乾元社、1951年4月。 NCID BN01858347。全国書誌番号:49004676。
- 『原敬日記』 第6巻（野党総裁時代篇）、乾元社、1951年5月。 NCID BN01858347。全国書誌番号:49004677。
- 『原敬日記』 第7巻（是々非々時代篇）、乾元社、1951年6月。 NCID BN01858347。全国書誌番号:49004678。
- 『原敬日記』 第8巻（首相時代篇 上）、乾元社、1950年8月。 NCID BN01858347。全国書誌番号:49004679。
- 『原敬日記』 第9巻（首相時代篇 下）、乾元社、1950年6月。 NCID BN01858347。全国書誌番号:49004680。
- 新版『原敬日記』福村出版 全6巻（最終巻は林茂共編）、1965-1967年、新装版2000年ほか。ISBN 978-4571315305

### 共編
- 『原敬をめぐる人びと』山本四郎共編、日本放送出版協会〈NHKブックス 401〉、1981年10月。ISBN 9784140014011。 NCID BN01796363。全国書誌番号:4140014016。
- 『続 原敬をめぐる人びと』山本四郎共編、日本放送出版協会〈NHKブックス 419〉、1982年8月。ISBN 9784140014196。 NCID BN01796363。全国書誌番号:82044679。